# Communauté d'Afrique de l'Est
Pour les articles homonymes, voir EAC.
La Communauté d'Afrique de l'Est (en anglais East African Community, EAC) est une organisation internationale de huit pays d'Afrique de l'Est comprenant le Burundi, le Kenya, l'Ouganda, la république démocratique du Congo, le Rwanda, la Somalie, le Soudan du Sud et la Tanzanie. Elle est présidée par Salva Kiir, le président du Soudan du Sud, élu le 24 novembre 2023 à Arusha en république unie de Tanzanie pour un mandat d'une année. La Communauté d'Afrique de l'Est est l'un des piliers de la Communauté économique africaine.
Le siège de l'organisation est à Arusha en Tanzanie.

## Pays membres
- Kenya (2001)
- Tanzanie (2001)
- Ouganda (2001)
- Burundi (2007)
- Rwanda (2007)
- Soudan du Sud (2016)
- République démocratique du Congo (2022)
- Somalie (2024)

Cette région de l'Afrique de l'Est couvre une superficie de 4,8 millions de km2 environ, avec une population de 295 millions (estimation de 2022) et dispose d'importantes ressources naturelles.
Le 29 mars 2022, les pays membres de la Communauté approuvent l'admission de la république démocratique du Congo. Le pays ratifie les lois et règlements de la Communauté et devient un membre à part entière en juillet 2022.
Le 24 novembre 2023, les pays membres de la Communauté approuvent l'admission de la Somalie en tant que huitième membre. La Somalie dépose ses instruments de ratification auprès de la Communauté le 4 mars 2024.

## Histoire
La Communauté d'Afrique de l'Est a initialement été fondée de 1er décembre 1967, puis a été dissoute en 1977 avant d'être recréée le 7 juillet 2000.
Lors de son 8e sommet le 30 novembre 2006, la CAE a admis en son sein le Burundi et le Rwanda qui en sont officiellement devenus membres le 18 juin 2007.
En 2008, après des négociations avec la Communauté de développement d'Afrique australe et le Marché commun de l'Afrique orientale et australe, la Communauté d'Afrique de l'Est accorde une expansion du marché de libre-échange incluant les pays membres des trois organisations.

### Extension
La Tanzanie soutient l'extension de la Communauté d'Afrique de l'Est. En 2010, les autorités tanzaniennes expriment le souhait d'inviter le Malawi, la république démocratique du Congo et la Zambie à joindre la Communauté. Cependant, le ministre des Affaires étrangères du Malawi, Etta Banda, indique qu'il n'y avait pas de négociations officielles concernant l'adhésion du Malawi.
Les présidents du Kenya et du Rwanda invitent le gouvernement autonome du Soudan du Sud à poser sa candidature à l'adhésion après l'indépendance du pays en 2011, ce qui est fait au mois de juillet. Des analystes ont suggéré au pays les premiers efforts à réaliser afin d'intégrer la Communauté, comme le transport ferroviaire et le transport par canalisation de pétrole avec ceux du Kenya et de l'Ouganda. La dépendance unique envers le Soudan ne serait donc plus obligatoire avec cet élargissement vers le sud. En 2016, le Soudan du Sud rejoint la Communauté d'Afrique de l'Est.
Le 29 mars 2022, la république démocratique du Congo est admise dans la Communauté d'Afrique de l'Est par décision unanime des chefs d'État lors du 19e sommet ordinaire des chefs d'État de la communauté. Le 8 avril 2022, la RDC signe le traité d'adhésion à la Communauté d'Afrique de l'Est,. À compter de cette date, elle disposait de cinq mois pour accomplir les formalités internes lui permettant de ratifier son entrée dans la communauté, ce qu'elle fait le 11 juillet 2022.
En janvier 2023, la Communauté d'Afrique de l'Est annonce prévoir l'émission d'une monnaie unique dans les quatre prochaines années. Le Conseil des ministres de l'organisation devrait décider en 2023 du lieu d'implantation de l'Institut monétaire est-africain et établir une feuille de route pour l'émission de la monnaie unique.[Passage à actualiser]
La Somalie devient membre le 4 mars 2024.

### Projet de fédération
Les membres de la Communauté d'Afrique de l'Est forment le projet d'établir une Fédération d'Afrique de l'Est. En 2019, l'horizon envisagé était toutefois lointain.

## Dirigeant

### Président
| Président             | Pays          | Période     |
| --------------------- | ------------- | ----------- |
| Yoweri Museveni       | Ouganda       | 2012-2013   |
| Uhuru Kenyatta        | Kenya         | 2013-2015   |
| John Magufuli         | Tanzanie      | 2015-2017   |
| Yoweri Museveni       | Ouganda       | 2017-2019   |
| Paul Kagame           | Rwanda        | 2019-2021   |
| Uhuru Kenyatta        | Kenya         | 2021-2022   |
| Évariste Ndayishimiye | Burundi       | 2022-2023   |
| Salva Kiir            | Soudan du Sud | 2023-2024   |
| William Ruto          | Kenya         | depuis 2024 |

### Secrétaire général
| Secrétaire général | Pays     | Période     |
| ------------------ | -------- | ----------- |
| Francis Muthaura   | Kenya    | 1996-2001   |
| Amanya Mushega     | Ouganda  | 2001-2006   |
| Juma Mwapachu      | Tanzanie | 2006-2011   |
| Richard Sezibera   | Rwanda   | 2011-2016   |
| Libérat Mfumukeko  | Burundi  | 2016-2021   |
| Peter Mathuki (en) | Kenya    | depuis 2021 |